# Richard C. Bozzuto
Richard C. Bozzuto (* in Waterbury, Connecticut) ist ein US-amerikanischer Politiker (Republikanische Partei).

## Leben
Bozzuto wurde als eines von neun Kindern italienischer Einwanderer in Waterbury geboren. Er besuchte das American International College in Springfield, Massachusetts und erhielt dort einen Bachelor of Science (B.S.) in Betriebswirtschaftslehre. Während seiner Dienstzeit in der United States Army kam er im Koreakrieg zum Einsatz. 1962 gründete er die Versicherungsagentur Bozzuto Associates, Inc. in Waterbury.
Bozzuto wurde erstmals 1972 für den 32. Distrikt in den Senat von Connecticut gewählt und gehörte diesem acht Jahre an. Zwei davon, 1979 und 1980, als Oppositionsführer („Minority Leader“). Des Weiteren gehörte er vier Jahre dem Watertown Town Council an. 1980 nahm er an der republikanischen Primary für eine Nominierung als Kandidat für einen Sitz im Senat der Vereinigten Staaten teil, unterlag jedoch James L. Buckley. Zwei Jahre später, 1982, nahm er erneut an einer republikanischen Primary teil, diesmal zur Nominierung des Kandidaten der Partei bei der Wahl des Gouverneurs von Connecticut. Auch dieses Mal konnte sich Bozzuto nicht gegen seinen innerparteilichen Konkurrenten durchsetzen, sodass schließlich Lewis B. Rome bei der Gouverneurswahl antrat. Die nächsten Jahre betätigte sich Bozzuto aktiv in der Parteiarbeit und plante Wahlkampagnen republikanischer Kandidaten in Connecticut. 1986 versuchte er ein weiteres Mal zum republikanischen Kandidaten bei der anstehenden Gouverneurswahl nominiert zu werden. Seine Konkurrenten waren Julie Belaga und Gerald Labriola. Die Nominierung erhielt schließlich Belaga.
Von 2007 bis 2012 gehörte Bozzuto der State Elections Commission, die für die korrekte Einhaltung der Wahlen in Connecticut zuständig ist, an.
Bozzuto ist verheiratet und hat vier Kinder.